# Gyrothyra
Gyrothyra là một chi rêu trong họ Gyrothyraceae.